# Dystrykt Soavinandriana
Soavinandriana – dystrykt Madagaskaru z siedzibą w Soavinandriana, wchodzący w skład regionu Itasy.

## Demografia
W 1993 roku dystrykt zamieszkiwało 115 458 osób. W 2011 liczbę jego mieszkańców oszacowano na 177 393.

## Podział administracyjny
W skład dystryktu wchodzi 14 gmin (kaominina):
- Ambatoasana Afovoany
- Amberomanga
- Amparaky
- Ampary
- Ampefy
- Ankaranana
- Ankisabe
- Antanetibe
- Dondona
- Mahavelona
- Mananasy
- Masindray
- Soavinandriana
- Tamponala